# Fritz Reiser
Paul Friedrich „Fritz“ Reiser (* 21. Oktober 1875 in Stuttgart; † 21. Mai 1919) war ein deutscher Marathonläufer.
Bei den Olympischen Spielen 1908 gab Fritz Reiser nach 8 km wegen Magenkrämpfen auf.